# 28. Jahrhundert v. Chr.
Portal Geschichte | Portal Biografien | Aktuelle Ereignisse | Jahreskalender | Tagesartikel

◄ |
4. Jt. v. Chr. |
3. Jahrtausend v. Chr. | 2. Jt. v. Chr.  ►

◄ |
30. Jh. v. Chr. |
29. Jh. v. Chr. |
28. Jahrhundert v. Chr. |
27. Jh. v. Chr. |
26. Jh. v. Chr. |
►
Das 28. Jahrhundert v. Chr. begann am 1. Januar 2800 v. Chr. und endete am 31. Dezember 2701 v. Chr. Dies entspricht dem Zeitraum 4750 bis 4651 vor heute oder dem Intervall 4171 bis 4091 Radiokohlenstoffjahre.

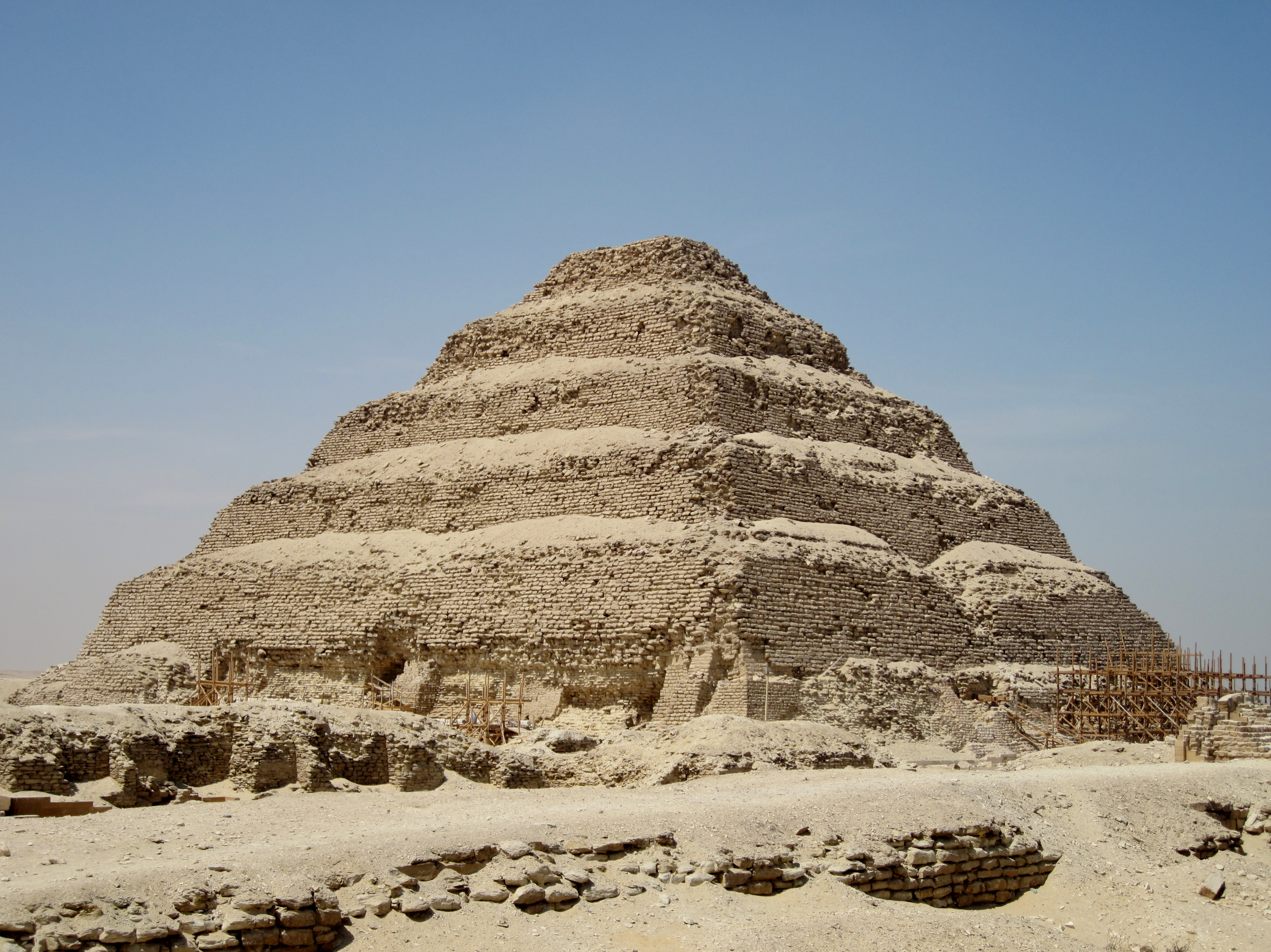
Die Djoser-Pyramide

## Zeitalter/Epoche
- Subboreal (3710 bis 450 v. Chr.).
- Endneolithikum (2800 bis 2200 v. Chr.) und Nordisches Mittelneolithikum in Nordeuropa (3300 bis 2350 v. Chr.).
- Frühdynastische Periode in Sumer, wo eine Reihe von Stadtstaaten entstehen.[1]

## Erfindungen und Entdeckungen

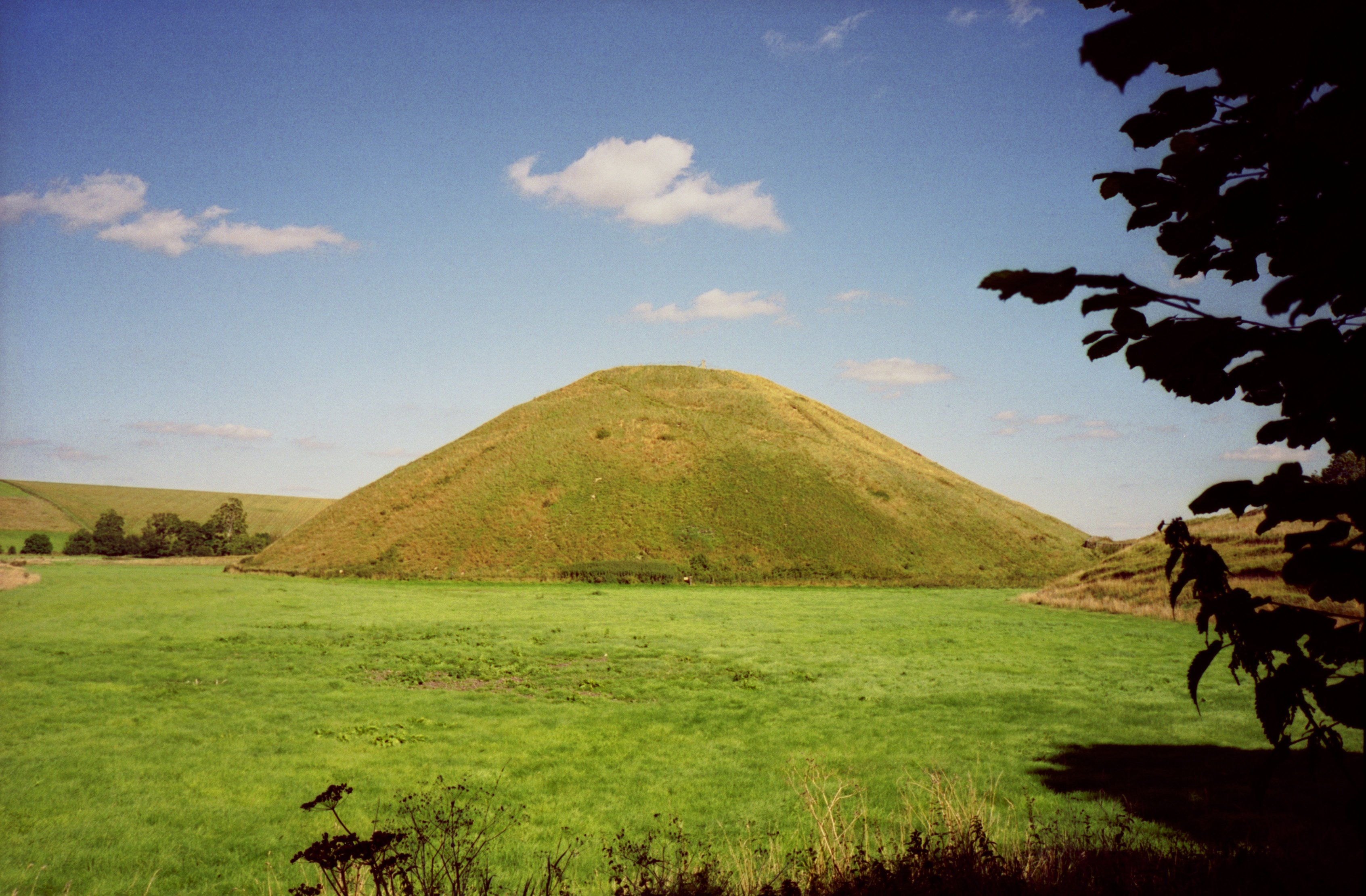
Der Silbury Hill bei Avebury in England, errichtet ca. 2750 v. Chr.

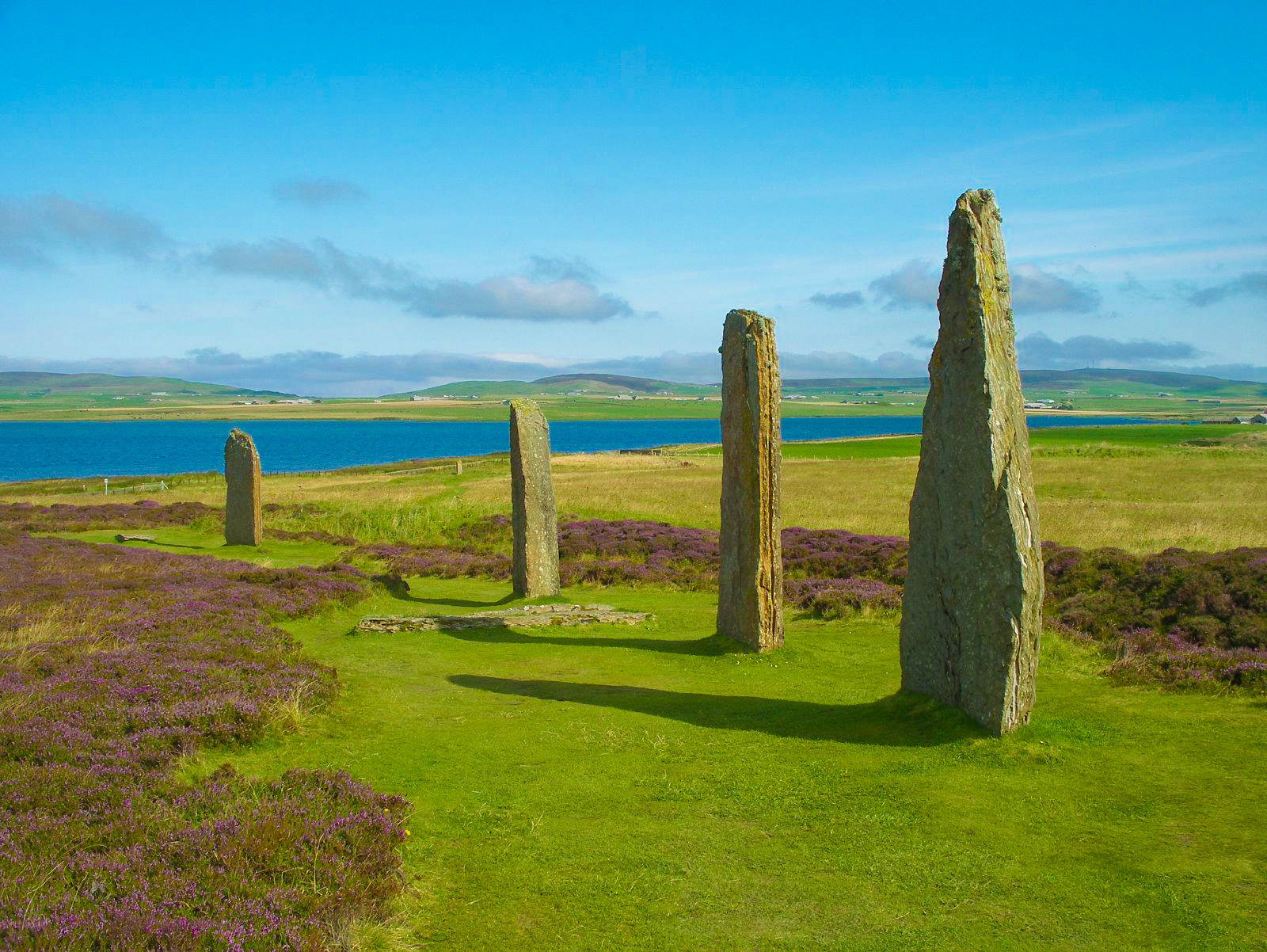
Der Ring von Brodgar auf Orkney, ca. 2700 v. Chr.

- Das älteste bekannte aus Steinmauerwerk bestehende Bauwerk, das Gisr el-Mudir, wird in Sakkara errichtet.
- In Ägypten wird ein 365-tägiger Kalender verwendet.
- Verwendung von Öllampen.
- Zisternen in Mesopotamien.
- Die Ägypter benutzen erste Handsägen für kleine Holzarbeiten.
- Schon mindestens seit dieser Zeit spielt man in China das mundharmonikaähnliche, aus Bambus gefertigte Musikinstrument Sheng.
- Um 2790/2775 bis etwa 2709 v. Chr.: vermutliche Reichsteilung und Kriegerische Wirren im Ägypten der 2. Dynastie.
- Um 2750 v. Chr.:
  - Ende der Frühdynastik I und Beginn der Frühdynastik II in Mesopotamien.
  - In England Bau des Silbury Hill in der Nähe von Avebury.
  - Laut Herodot Gründung von Tyros.
  - Ausbreitung der Kupferverhüttung in Österreich und in der Schweiz.
  - Kupferarbeiten von Sanhile in Shandong, China.
  - Bisher ältestes datiertes Seidenfragment in China.
- Um 2740 v. Chr. (bzw. 2715 v. Chr.): Mit der 3. Dynastie beginnt in Ägypten das Alte Reich.[2]
- 2737 v. Chr.: Einer chinesischen Legende zufolge erfindet Shennong die Verwendung von Tee als Getränk.
- Um 2720 v. Chr.: Unter dem Pharao Djoser wird in Ägypten zum ersten Mal eine Pyramide angelegt.
- Um 2700 v. Chr.: Entstehung des Rings von Brodgar auf Orkney.

## Persönlichkeiten

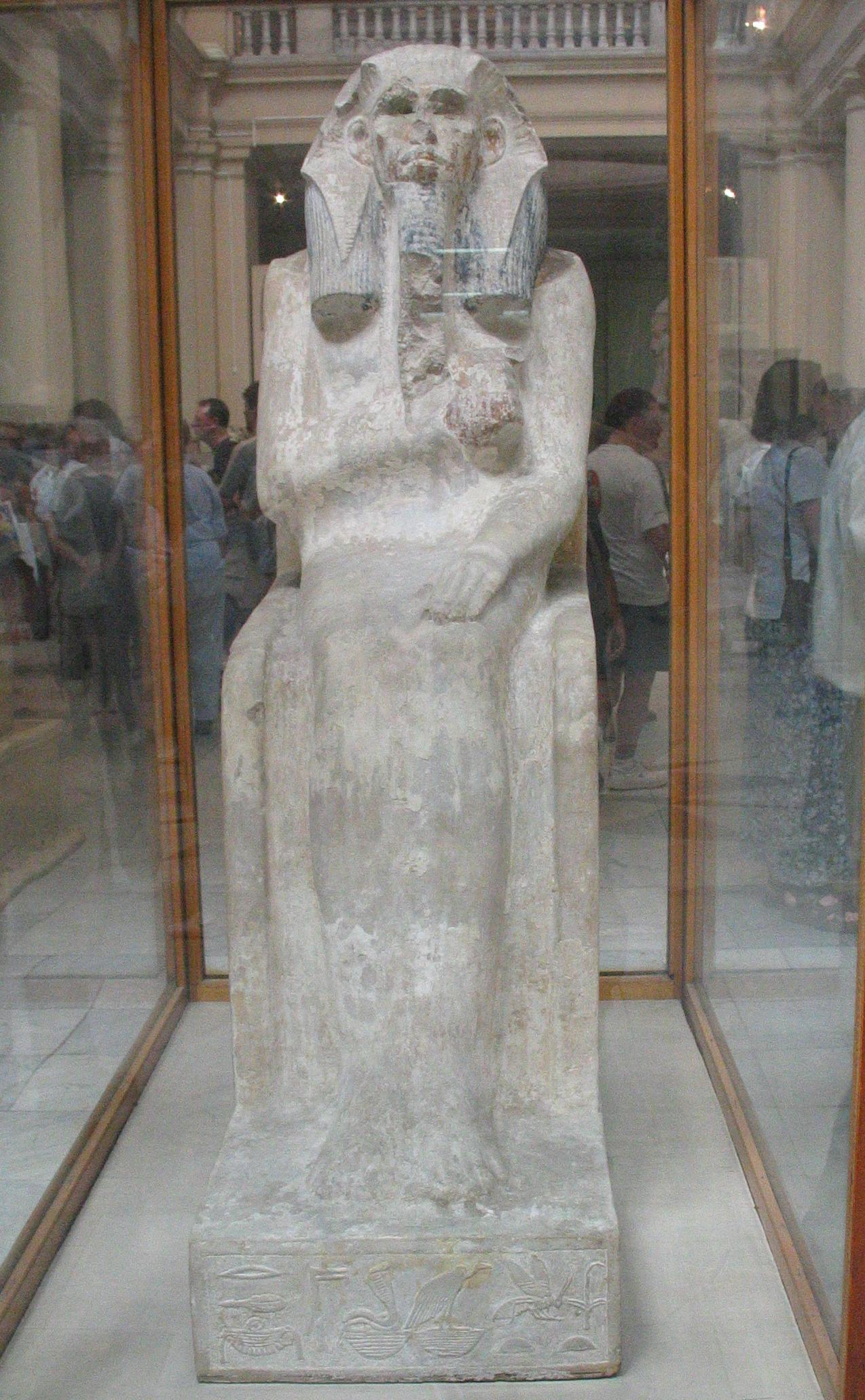
Statue des Pharaos Djoser

Hinweis: Die Regierungsjahre lassen sich in diesem Jahrhundert noch nicht genau bestimmen, deshalb handelt es sich um ungefähre Schätzungen.

### Pharaonen von Ägypten
- 2. Dynastie:
  - In Unterägypten:
    - Weneg-nebti (um 2790 v. Chr.)
    - Sened (um 2790 v. Chr.)
    - Neferkare I. (um 2749 v. Chr.)
    - Neferkasokar (2744 bis 2736 v. Chr.)
    - Hudjefa I. (2711 bis 2709 v. Chr.)

  - In Oberägypten:
    - Peribsen (2760 bis 2749 v. Chr.), auch um 2740 v. Chr.
    - Sechemib (2734 bis 2714 v. Chr.)

  - In Gesamtägypten:
    - Chasechemui (um 2740 v. Chr.)

- 3. Dynastie:
  - Nebka (2740–2720 v. Chr./Begründer der 3. Dynastie)
  - Djoser (2720–2700 v. Chr.)

### König von Kiš
- Etana (um 2800 v. Chr.)

### Könige von Uruk
- Enmerkar (um 2750 v. Chr.)
- Lugalbanda (um 2740 v. Chr.)
- Dumuzi (um 2720 v. Chr./möglicherweise ein vergöttlichter sumerischer Herrscher)

### Sonstige
- Imhotep, erster großer Baumeister des Alten Reichs in Ägypten, wurde geboren.

## Archäologische Kulturen

### Kulturen in Nordafrika
- Tenerium (5200 bis 2500 v. Chr.) in der Ténéré-Wüste mit Fundstätte Gobero
- In Nubien besteht ab  3200 v. Chr. eine organisierte Gesellschaft, die jedoch bis 2600 v. Chr. ein Vasall Oberägyptens bleibt
- Ägypten:
  - Frühdynastische Zeit:
    - 2. Dynastie (2890 bis 2740 v. Chr.)

  - Altes Reich:
    - 3. Dynastie (2740 bis 2620 v. Chr.)

### Kulturen in Mesopotamien und im Nahen Osten

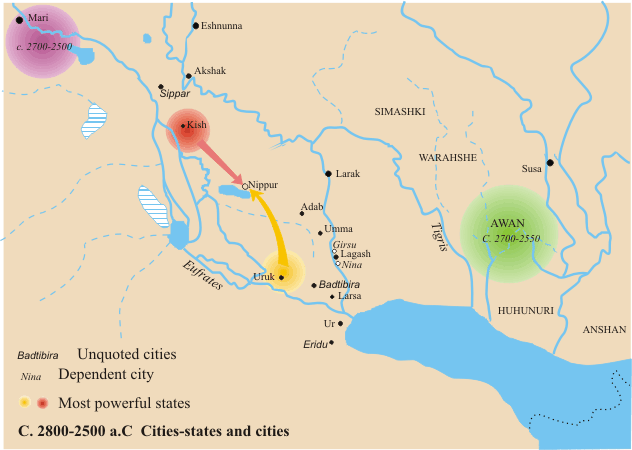
Sumerische Städte 2800–2500 v. Chr.

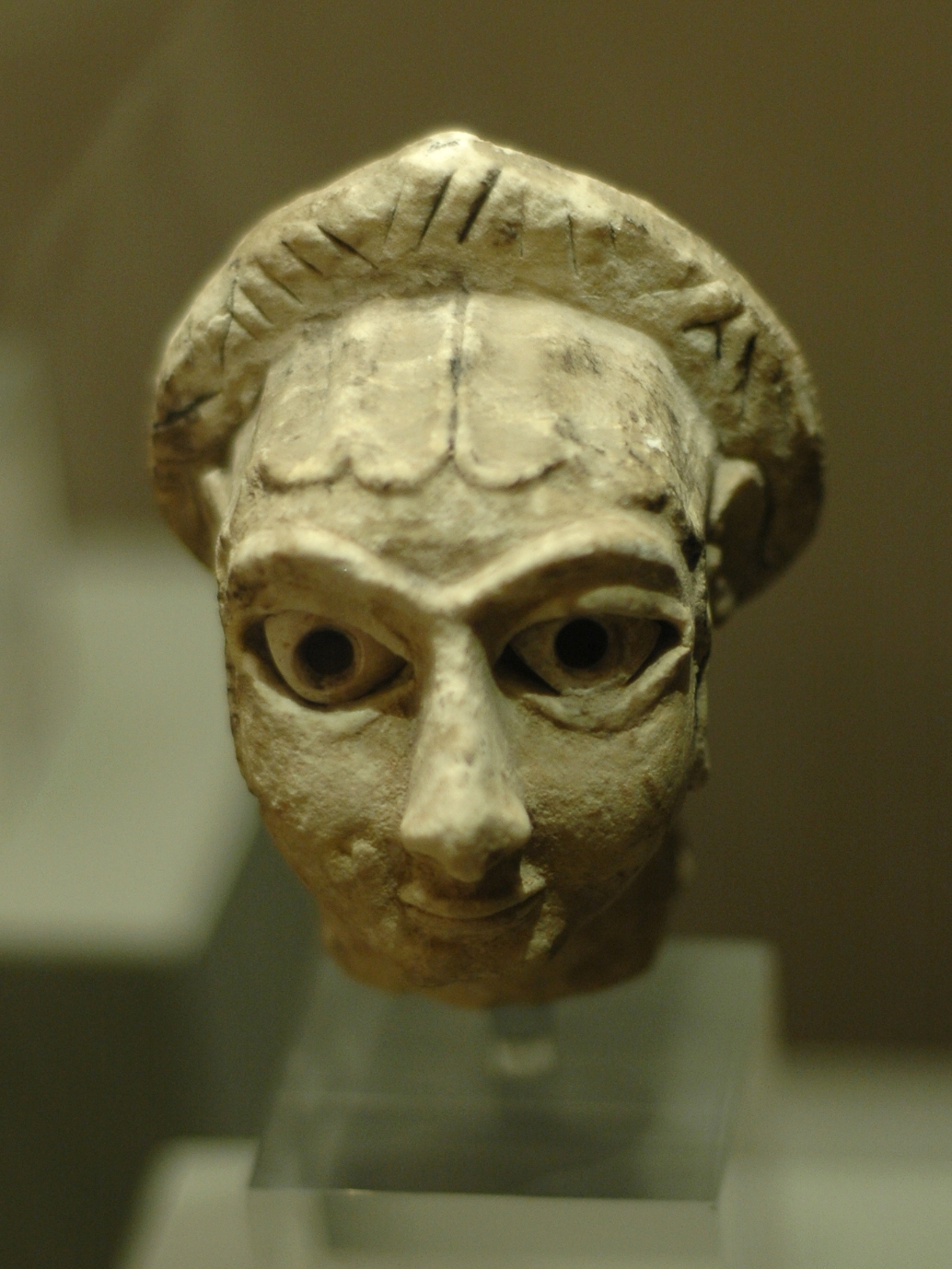
Frauenkopf aus Ḫafāǧī, Frühdynastisch II, ca. 2700 v. Chr.

- Frühdynastische Zeit in Mesopotamien (Sumer):
  - Frühdynastisch I (2900 bis 2750 v. Chr.)
  - Frühdynastisch II (2750 bis 2600 v. Chr.)
    - Kiš: 1. Dynastie
    - Uruk: 1. Dynastie

- Iran:
  - Dschiroft-Kultur (4000 bis 1000 v. Chr.)
  - Schahr-e Suchte II (2800 bis 2500 v. Chr.)
  - Proto-Elamiter (3200 bis 2700 v. Chr.)
    - Tepe Yahya IV B (3000 bis 2500 v. Chr.), protoelamisch
    - Susa III (3000/2900 bis 2600 v. Chr.)

- Syrien:
  - Tell Brak (6000 bis 1360 v. Chr.)
  - Tell Chuera (5000 bis 1200 v. Chr.)
  - Tell Hamoukar (4500 bis 2000 v. Chr.)
  - Erstes Königreich in Ebla (Phase Mardikh IIa – 3000 bis 2400 v. Chr.)

- Türkei:
  - Troja I – (3000 bis 2600 v. Chr.)

- Bahrain:
  - Dilmun-Kultur (3000 bis 600 v. Chr.)

### Kulturen in Ostasien
- China:
  - Yangshao-Kultur (5000 bis 2000 v. Chr.),  Zentral- und Nordchina
  - Dawenkou-Kultur (4100 bis 2600 v. Chr.), entlang Gelbem Meer
  - Yingpu-Kultur (3500 bis 2000 v. Chr.) in Taiwan
  - Liangzhu-Kultur (3400/3300 bis 2200 v. Chr.) in Südostchina
  - Longshan-Kultur (3200 bis 1850 v. Chr.) am mittleren und unteren Gelben Fluss
  - Karuo-Kultur (3200 bis 2000 v. Chr.) in China und Tibet
  - Shanbei-Kultur (3050 bis 2550 v. Chr.) in Jiangxi
  - Majiayao-Kultur (3000 bis 2000 v. Chr.) am oberen Gelben Fluss
  - Xiaoheyan-Kultur (3000 bis 2000 v. Chr.) in der Inneren Mongolei
  - Tanshishan-Kultur (3000 bis 2000 v. Chr.) in Fujian
  - Die Shixia-Kultur (2900 bis 2700 v. Chr.) in Guangdong verschwindet am Ende des Jahrhunderts

- Korea:
  - Mittlere Jeulmon-Zeit (3500 bis 2000 v. Chr.)

- Japan:
  - Mittlere Jōmon-Zeit – Jōmon IV (3000 bis 2000 v. Chr.)

- Vietnam:
  - Đa-Bút-Kultur (4000 bis 1700 v. Chr.)
  - Hồng-Bàng-Dynastie (2879 bis 258 v. Chr.)

### Kulturen in Südasien
- Industal:
  - Indus-Kultur: Kot-Diji-Phase von Harappa II (2800 bis 2600 v. Chr.)
    - Kot Diji (3400 bis 2650 v. Chr.)

- Belutschistan:
  - Mehrgarh: Periode VI (3000 bis 2700 v. Chr.)
  - Nal-Kultur (3800 bis 2200 v. Chr.)

### Kulturen in Nordasien
- Afanassjewo-Kultur (3500 bis 2500 v. Chr.) in Südsibirien (Altai-Region)
- Glaskowo-Kultur (3200 bis 2400 v. Chr.) in Sibirien, Mongolei und in Südostrussland

### Kulturen in Europa
- Nordeuropa:

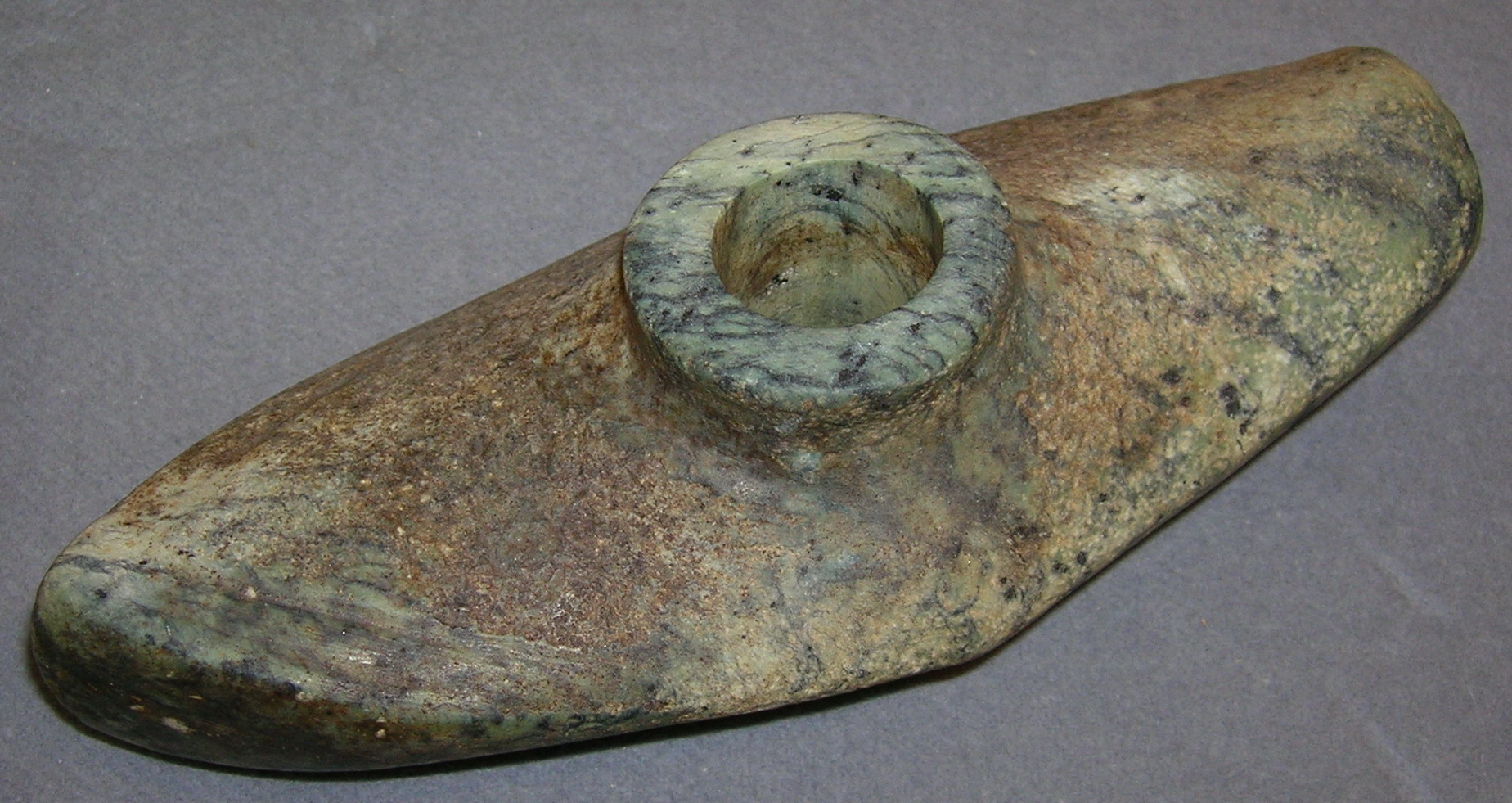
Streitaxtkopf der Bootaxtkultur aus Dänemark, ca. 2800–2400 v. Chr.

  - Bootaxtkultur (4200 bis 2000 v. Chr.) in Skandinavien und Baltikum

- Nordosteuropa:
  - Grübchenkeramische Kultur (4200 bis 2000 v. Chr. – Radiokarbonmethode: 5600 bis 2300 v. Chr.) in Norwegen, Schweden, Baltikum, Russland und Ukraine
  - Rzucewo-Kultur (5300 bis 1750 v. Chr.) im Baltikum und Polen
  - Narva-Kultur (5300 bis 1750 v. Chr.) in Estland, Lettland und Litauen

- Osteuropa:
  - Jamnaja-Kultur (3600 bis 2300 v. Chr.) in Russland und in der Ukraine
  - Kura-Araxes-Kultur (3500/3000 bis 2000/1900 v. Chr.) im Kaukasus
  - Fatjanowo-Kultur (3200 bis 2300 v. Chr. nach Anthony) in Russland[3]

- Südosteuropa:

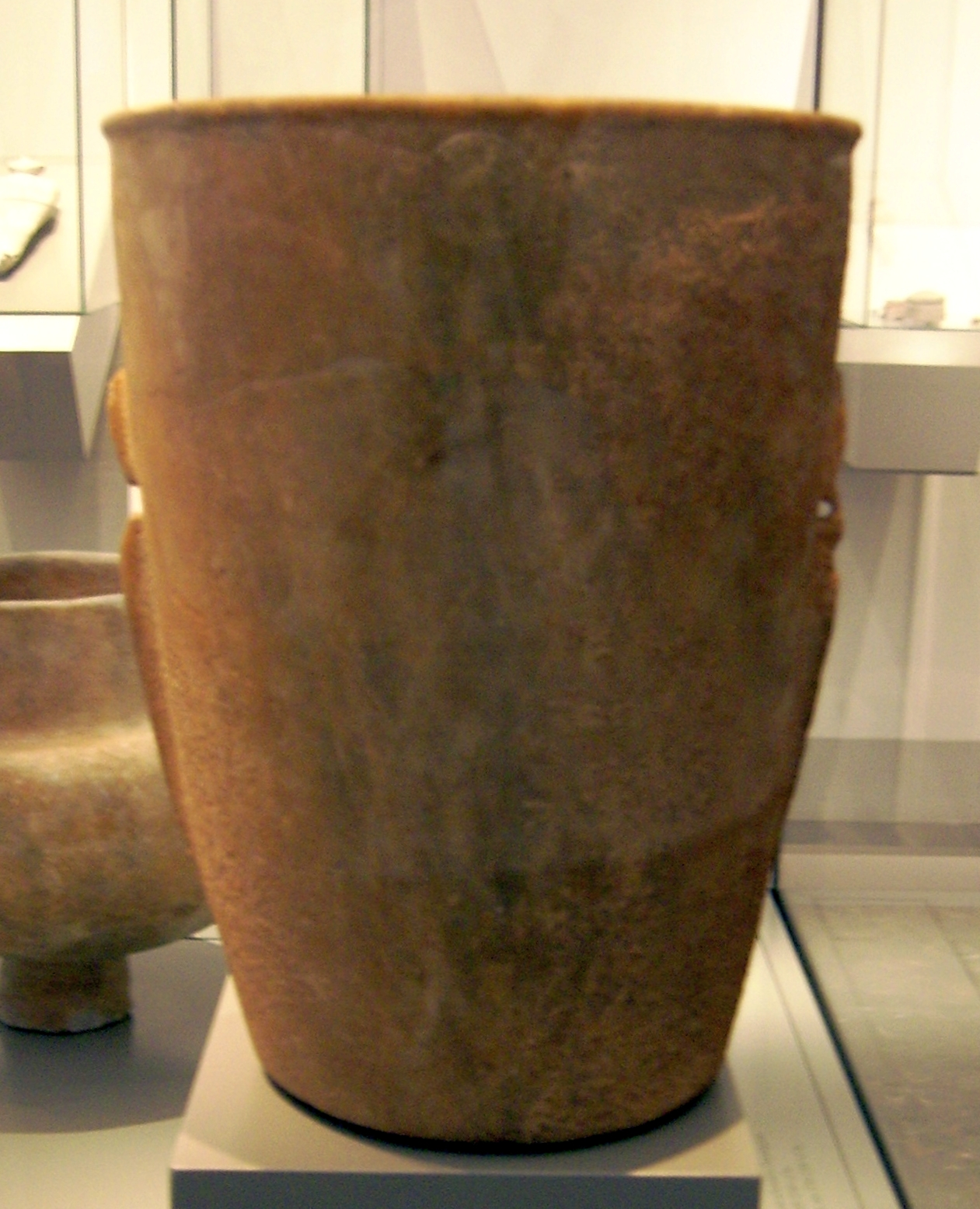
Kykladisches Gefäß aus Marmor mit Ösenrippen, ca. 3000–2700 v. Chr.

  - Esero-Kultur (3300 bis 2700/2500 v. Chr.) im östlichen Balkan
  - Griechenland:
    - Griechisches Festland, Frühhelladische Phase FH I (3000 bis 2700 v. Chr.)
    - Kykladenkultur (3200 bis 1100 v. Chr.),  Frühkykladische Phase FK I (3000 bis 2700 v. Chr.) mit Grotta-Pelos-Kultur (3000 bis 2650 v. Chr.)

  - Kreta – frühminoische Vorpalastzeit FM I (3000 bis 2700 v. Chr.)

- Mitteleuropa:
  - Die Chamer Kultur – Bayern, Tschechien, Österreich – 3500 bis 2700 v. Chr. und die
  - Kugelamphoren-Kultur (3100 bis 2700 v. Chr.) in Mitteleuropa (bis Ukraine) laufen gegen Ende des Jahrhunderts aus
  - Vlaardingen-Kultur (3350 bis 1950 v. Chr.) in den Niederlanden
  - Schönfelder Kultur (2900 bis 2100 v. Chr.) in Deutschland und Tschechien
  - Beginn der Einzelgrabkultur (2800 bis 2300 v. Chr.) in Norddeutschland, Polen, Baltikum und Südskandinavien, sowie der
  - Schnurkeramische Kultur (2800 bis 2200 v. Chr.) in Mitteleuropa, Baltikum und Russland

- Westeuropa:
  - Kultur der Grooved Ware in Großbritannien und Irland (3400 bis 2000 v. Chr.)
    - Skara Brae auf den Orkney-Inseln (um 3180/3100 v. Chr. bis 2500 v. Chr.)

  - Peterborough Ware (3400 bis 2500 v. Chr.) in Großbritannien
  - Chassey-Lagozza-Cortaillod-Kultur (4600 bis 2400 v. Chr.) in Frankreich, Schweiz und Italien
  - Seine-Oise-Marne-Kultur (3100 bis 2000 v. Chr.) in Nordfrankreich und Belgien
  - Peu-Richard-Kultur (2850 bis 2150 v. Chr.) im zentralen Westfrankreich – Antike Stufe Peu-Richard I
  - Almeríakultur (3250 bis 2550 v. Chr.) in Südostspanien – Almeria I
  - Megalithkulturen:
    - Frankreich (4700 bis 2000 v. Chr.)
    - Iberische Halbinsel (4000 bis 2000 v. Chr.)
      - Los Millares (3200 bis 1800 v. Chr.)

    - Malta: Tarxien-Phase (3300/3000 bis 2500 v. Chr.) – Tempel von Tarxien, Ħaġar Qim

### Kulturen in Amerika
- Nord- und Zentralamerika:
  - Archaische Periode. Errichtung von Mounds in den östlichen Waldgebieten ab 4000 v. Chr.

- Südamerika:
  - Chinchorro-Kultur (7020 bis 1500 v. Chr.) in Nordchile und Südperu
  - Valdivia-Kultur (3950 bis 1750 v. Chr.) in Ecuador
  - Norte-Chico-Kultur (3500 bis 1800 v. Chr.) mit Caral (ab 3000 v. Chr.) in Peru, Präkeramikum IV – VI
  - San-Agustín-Kultur (3300 v. Chr. bis 1550 n. Chr.) in Kolumbien